# 長青公路
長青公路（英語：Cheung Tsing Highway）是香港3號幹線和8號幹線的一部份，連接長青隧道青衣西入口或青衣西路至青衣西北交匯處，是香港機場核心計劃的道路工程之一。該處屬青馬管制區範圍，管制區人員獲授權執行《青馬管制區條例》。此公路長度只有1公里，為整條3號幹線中最短的快速公路。
由於青沙公路昂船洲至青衣一段會於中段匯合至長青公路終止，此往後數百米的長青公路，南行方向有7條行車線，北行有6至8條行車線，合共13至15條，成為全香港最寛闊、最多行車線的道路。此段是長青公路的延長段，同時屬於3號幹線及8號幹線。值得留意的是，在長青公路南行方向，沒有石壆分開3號及8號幹線，兩者之間只有一組雙白線作為分隔。

## 交通意外
2018年11月30日清晨時分，一輛的士因死火停在慢線，後面載有國泰航空及機場其他公司員工的冠忠巴士疑收掣不及撞前，造成6死31傷嚴重車禍。

## 出口
| 長青公路                                                   | 長青公路 | 長青公路                                             |
| ---------------------------------------------------------- | -------- | ---------------------------------------------------- |
| 北行                                                       | 出口編號 | 南行                                                 |
| 連接青衣西北交匯處                                         |          |                                                      |
| 長青公路終點                                               |          | 長青公路起點                                         |
| 青衣（北）、青馬管制區行政大樓、觀景點 青衣北岸公路        | 5A       | 不適用                                               |
| 大嶼山、機場、迪士尼樂園 青嶼幹線 （青馬大橋、汲水門大橋） | 5        | 出口設於青衣西北交匯處                               |
| 不適用                                                     | 4E       | 青衣、青衣站、荃灣 青衣西路                          |
| 不適用                                                     | 4D       | 青衣（南）、葵青貨櫃碼頭8-9、沙田 青沙公路、南灣隧道 |
| 長青公路起點                                               |          | 長青公路終點                                         |
| 連接長青隧道                                               |          |                                                      |

| 長青公路               | 長青公路 | 長青公路     |
| ---------------------- | -------- | ------------ |
| 西行                   | 出口編號 | 東行         |
| 連接青衣西北交匯處     |          |              |
| 長青公路終點           |          | 長青公路起點 |
| 不設出口               |          |              |
| 長青公路起點           |          | 長青公路終點 |
| 連接青沙公路、南灣隧道 |          |              |